# Pabellón 8
El Pabellón 8 de la Facultad de Medicina de la Universidad Complutense de Madrid, conocido simplemente como Pabellón 8 es un inmueble destinado tradicionalmente a servicios sanitarios en la Ciudad Universitaria de Madrid, antigua sede de la Escuela Nacional de Medicina del Trabajo y del Centro de Especialidades Quirúrgicas.

## Historia
Se trata del octavo de los 8 pabellones que integran el edificio que alberga la Facultad de Medicina de la Universidad Complutense de Madrid, y fue construido como el resto del inmueble en la década de 1940. Sin embargo su uso ha estado siempre disociado del ámbito académico. 

### Escuela Nacional de Medicina del Trabajo
Tras un informe favorable del Decano de la Facultad y de la Comisión Permanente, el Ministerio de Educación autorizó la instalación de la sede del Instituto Nacional de Medicina, Higiene y Seguridad del Trabajo, dependiente del Ministerio de Trabajo a través del Instituto Nacional de Previsión y que se había creado mediante Decreto de 7 de julio de 1944. Del Instituto pasó a depender la Escuela Nacional de Medicina del Trabajo creada mediante Orden de 16 de enero de 1948. Ambos pasaron al Ministerio de Sanidad y Consumo por Real Decreto Ley 36/1978, a través del INSALUD. La Escuela acabó integrándose en el Instituto de Salud Carlos III, en virtud del Real Decreto 1450/2000 de 28 de julio. En junio de 2013 trasladó su sede a un edificio de la zona de Chamartín.

### Centro Nacional de Especialidades Quirúrgicas

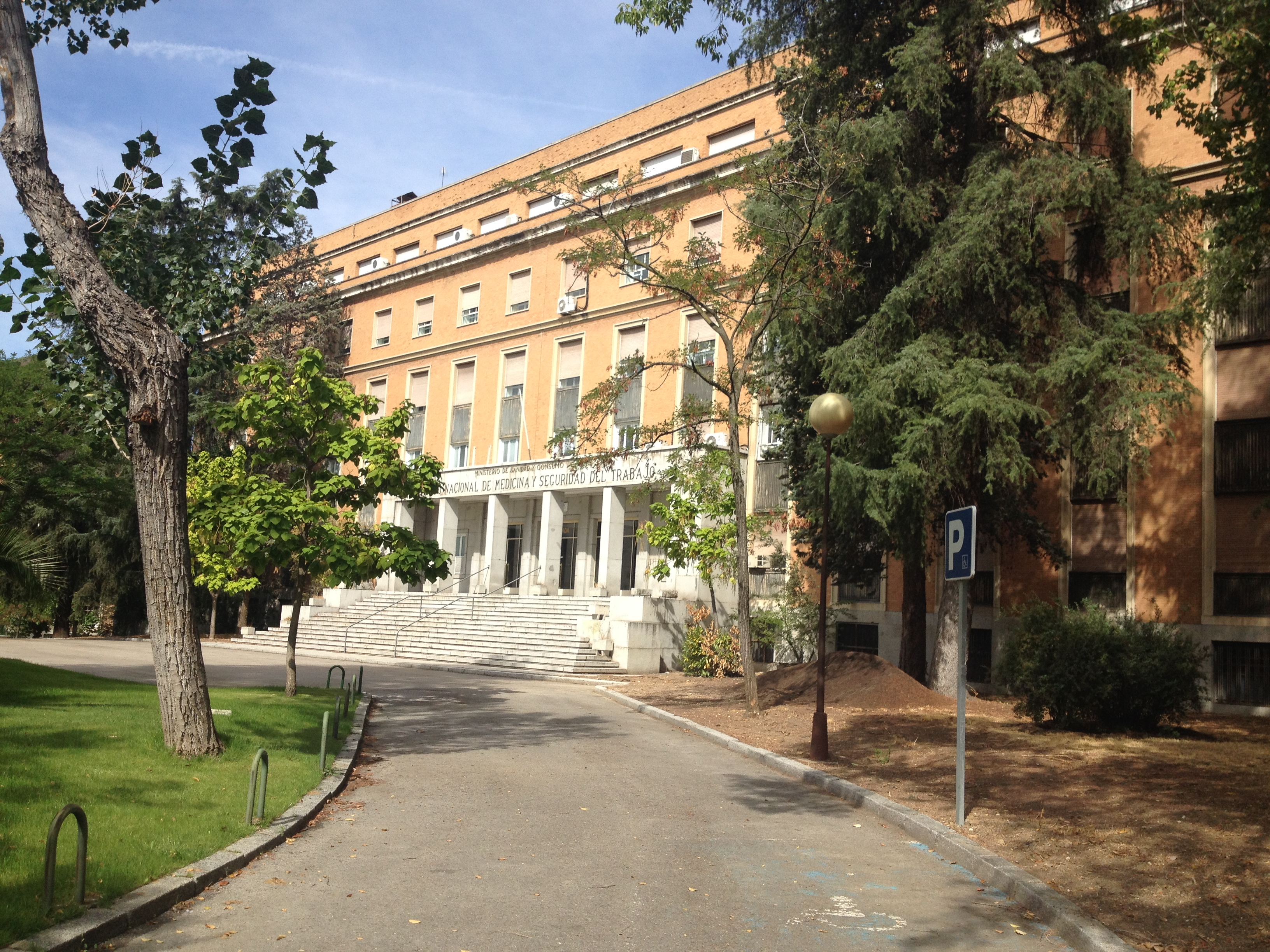
Fachada del edificio

Mediante Decreto 242/1959, de 19 de febrero de 1959, la Residencia Sanitaria que alberga el inmueble pasa a denominarse Centro Nacional de Especialidades Quirúrgicas, en el que según previsión de Orden de 26 de octubre de 1960, se prestaría asistencia sanitaria maxilofacial, plástica y cardiovascular, así como servicio de otorrinolaringología. La situación se consolida mediante Orden de 28 de julio de 1971, por la que se dispone la reorganización del Centro Nacional de Especialidades Quirúrgicas. Las prestaciones sanitarias ocupaban el 80% de la superficie del inmueble. El Reglamento del Centro (dependiente del Instituto Nacional de Previsión) se publicó en el Boletín Oficial del Estado de 31 de marzo de 1973.
La asistencia sanitaria del Pabellón 8 se integró orgánicamente en el Hospital Clínico de Madrid en 1990. Ha continuado prestando servicios sanitarios, ya con el nombre de Centro de Especialidades Quirúrgicas, después del traspaso de las competencias en materia de Sanidad a la Comunidad de Madrid en 2001, hasta que finalmente se decidió el traslado de esos servicios al edificio del Hospital Clínico en julio de 2013, lo que supuso el cierre del Pabellón 8. En esas instalaciones se prestaba asistencia sanitaria, tanto quirúrgica como consultas (maxilofacial, oftalmología, otorrinolaringología...).

## En la cultura popular
La particular estética del edificio, muy representativo de las dependencias hospitalarias de las primeras décadas del siglo XX ha propiciado que el Pabellón 8, tanto su exterior como su interior, se convierta en decorado de series Pulsaciones, La valla o Su Majestad.